# Heilige bergen

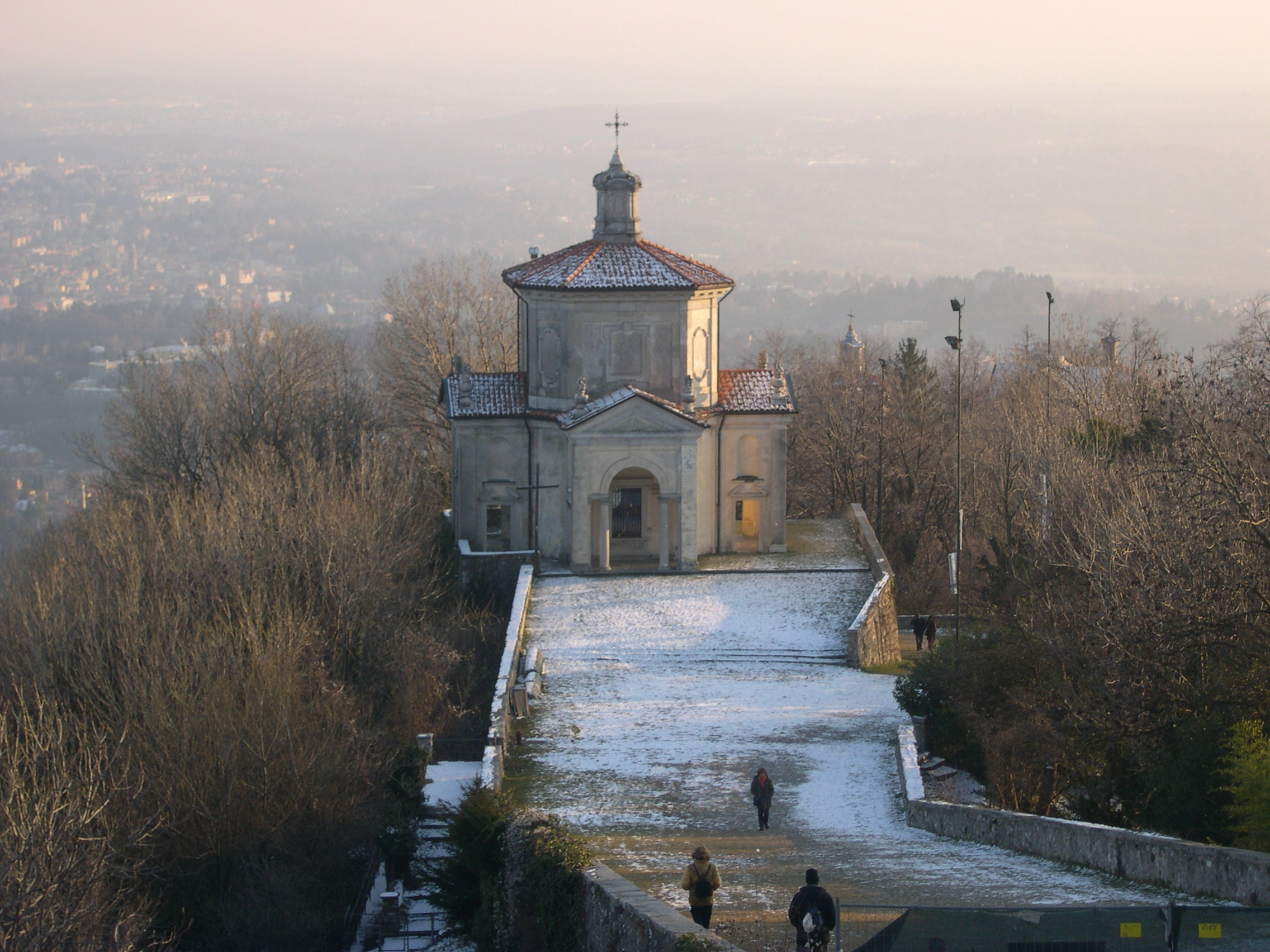
Kapel XIV te Varese

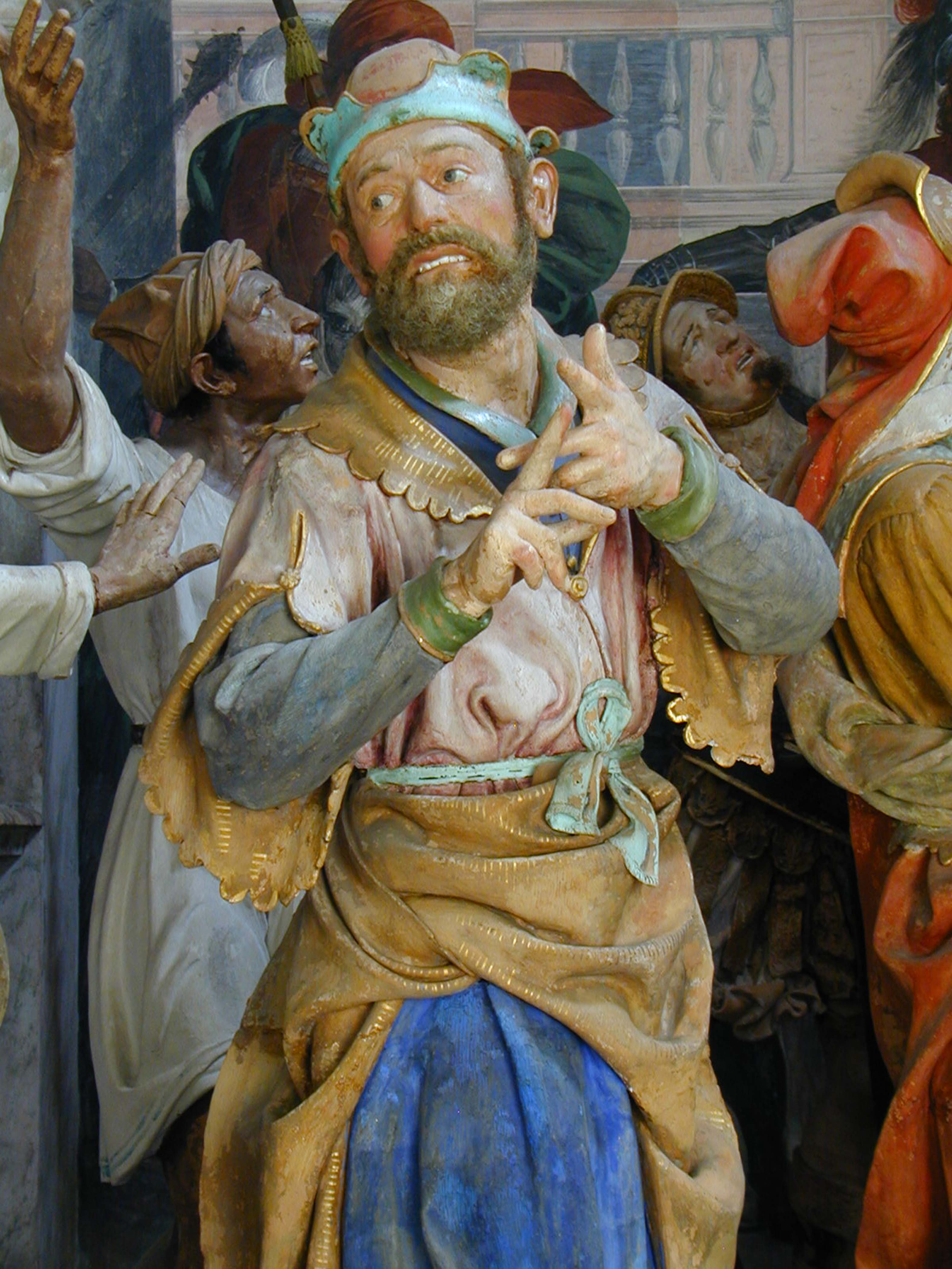
Ecce homo-detail

De Heilige bergen (Sacri Monti) zijn verschillende bedevaartsoorden in de regio's Piëmont en Lombardije in het noorden van Italië. Ze zijn opgenomen in de lijst van Werelderfgoed.

## Ontstaan
De bedevaartsoorden werden tijdens de 16de een 17de eeuw opgericht in Italië. Het bedevaartscomplex bestaat uit een route met daarnaast grote kapellen, met daarin een sculptuur die een fragment van het evangelie verbeeldt. Bedevaarders moeten deze weg afleggen zoals de Kruisweg, en stilstaan bij elke kapel. Veel mensen hadden de middelen niet om naar Jeruzalem te trekken. Op deze plaats wordt volkskunst en volksgeloof picturaal uitgebeeld op een artistiek zeer hoog niveau.
De kapellen zijn volledig ingericht met levensgrote gepolychromeerde beelden en fresco's. Deze kapellen hebben een grote architecturale en devotionele waarde. De kapellen verzoenen zich met de natuur en het panoramisch gezicht. De complexen zijn gebouwd met een waardevol inzicht van landschapsarchitectuur, op de top van een berg.

## Werelderfgoed
De bergen worden door specialisten beschouwd als zijnde uniek, uitzonderlijke bewaring en een voorbeeld van klassieke schoonheid. Hierdoor zijn deze bergen opgenomen in de werelderfgoedlijst. Dagelijks worden ze bezocht door vele bedevaarders en toeristen.
Er zijn negen Heilige Bergen die erkend zijn:
| Naam                       | Afbeelding | Locatie                       |
| -------------------------- | ---------- | ----------------------------- |
| Sacro Monte di Varallo     |            | 45° 49′ 9″ NB, 8° 15′ 24″ OL  |
| Sacro Monte di Crea        |            | 45° 5′ 40″ NB, 8° 16′ 32″ OL  |
| Sacro Monte di Orta        |            | 45° 47′ 53″ NB, 8° 24′ 38″ OL |
| Sacro Monte di Varese      |            | 45° 51′ 31″ NB, 8° 47′ 40″ OL |
| Sacro Monte di Oropa       |            | 45° 37′ 37″ NB, 7° 58′ 53″ OL |
| Sacro Monte di Ossuccio    |            | 45° 58′ 28″ NB, 9° 10′ 39″ OL |
| Sacro Monte di Ghiffa      |            | 45° 57′ 45″ NB, 8° 36′ 56″ OL |
| Sacro Monte di Domodossola |            | 46° 6′ 23″ NB, 8° 17′ 18″ OL  |

Daarnaast zijn er nog andere, die niet zijn erkend, onder andere de Sacro Monte di Brissago